# Hotel Intercontinental Madrid
L'Hotel InterContinental Madrid (antigament Hotel Castellana Hilton) és un edifici de la ciutat espanyola de Madrid.

## Història i característiques
Situat en el número 49 del passeig de la Castellana a la cantonada amb el carrer García de Paredes (barri d'Almagro), sobre els terrenys en els quals s'aixecava el palauet del marquès del Mérito, va ser projectat per l'arquitecte Luis Martínez-Feduchi en 1950; la construcció va finalitzar en 1953. Con 8 plantas, el hotel reutilizó elementos de la decoración interior del edificio previ. Amb 8 plantes, l'hotel va reutilitzar elements de la decoració interior de l'edifici previ. Després de la seva inauguració en 1953 es va convertir en l'hotel predilecte de l'administració franquista, i va allotjar a mandataris i estrelles estrangeres de cinema.